# Luso (mitologia)

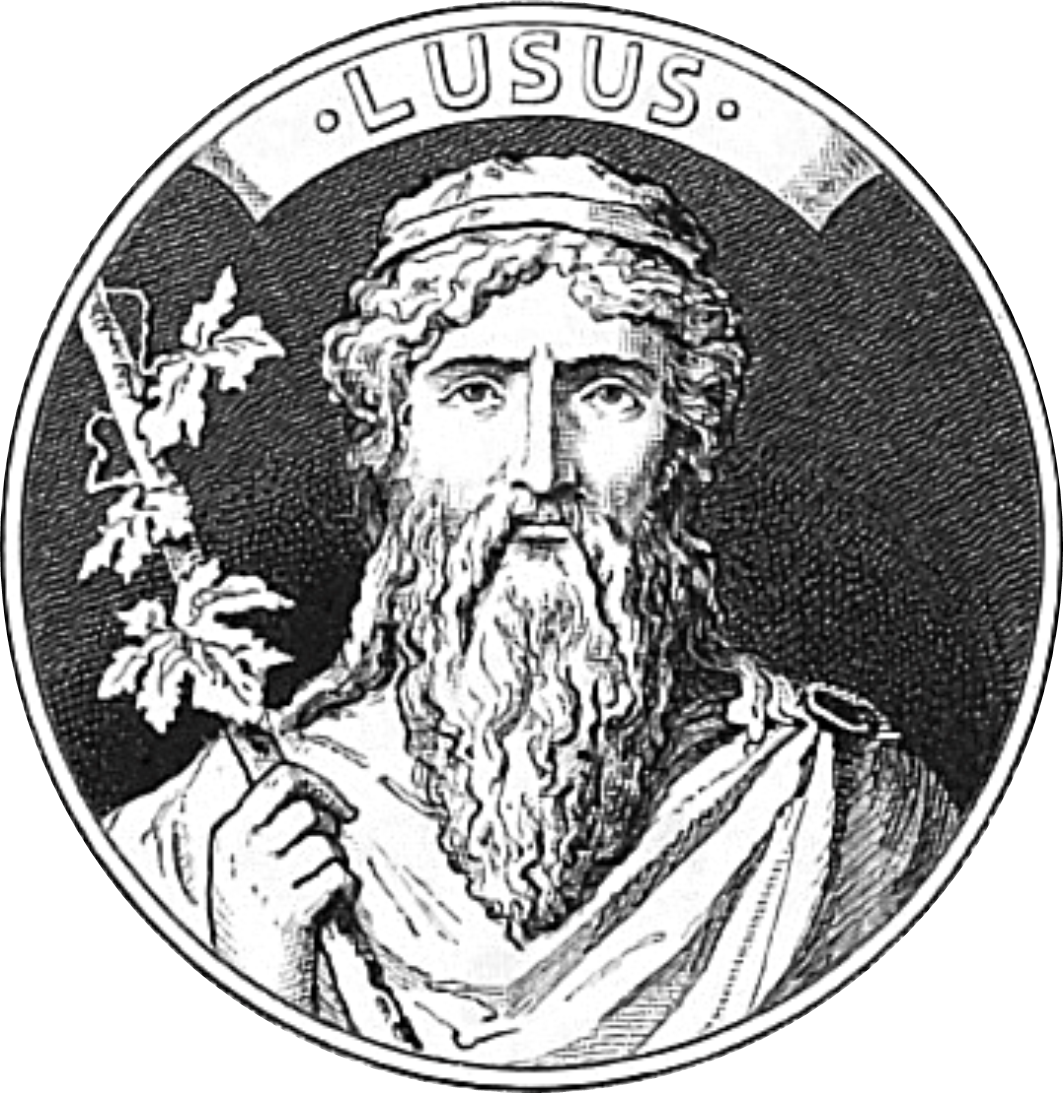
Gravura de Luso numa edição d de 1880

Luso (em latim: Lusus) é o suposto filho ou companheiro de Baco, o deus romano do vinho e do furor, a quem a mitologia romana terá atribuído a fundação da Lusitânia, as actuais terras de Portugal e da Estremadura espanhola.

## História
Com a conquista da Península Ibérica pelos romanos, a região da Lusitânia foi convertida numa província romana, correspondendo aproximadamente à área actual de Portugal a sul do rio Douro e à província espanhola da Estremadura.
No entanto, não há registos históricos do epónimo Luso ou Lusus entre os povos locais da época, os celtiberos. O nome latino Lusitânia ter-lhe-á sido atribuído por causa dos seus habitantes, as tribos guerreiras de lusitanos (lusitani), que formavam bandos de elementos de várias tribos para resistir ao domínio romano. De entre os seus líderes destacaram-se Viriato (assassinado em 139 a.C.) e o romano Sertório (também assassinado, em 72 a.C.) sob cujo comando os lusitanos se colocaram.

## Mitologia

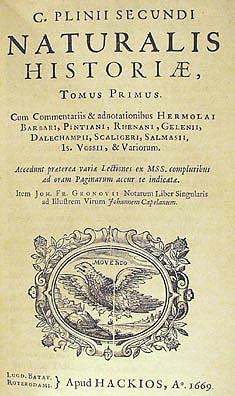
Capa de Naturalis Historia de Plínio, o Velho, a obra que terá involuntariamente sido a origem do personagem mitológico Luso

Actualmente pensa-se que a suposta existência do personagem mitológico Luso deriva de um erro de tradução da expressão «lusum enim Liberi patris», na obra Naturalis Historia de Plínio, o Velho. O erro terá sido a interpretação da palavra lusum ou lusus como nome próprio, em vez de um simples substantivo que significa jogo.
Numa tradução livre desta obra: «M. Varro informa-nos que […] o nome "Lusitânia" deriva dos jogos (lusus) do Padre Baco, ou da fúria (em grego: lyssa) dos seus acólitos frenéticos, e que Pã era o governador de toda a região. Mas as tradições respeitantes a Hércules e Pirene, bem como Saturno, parecem-me absolutas fábulas.»
Isto teria sido lido por André de Resende como «[…] o nome "Lusitânia" deriva de Luso do Padre (mestre ou pai) Baco […]», e portanto foi interpretado que Luso seria um companheiro ou um filho do furioso deus. É isso que se lê na estrofe 21 do Canto III d'Os Lusíadas de Luís de Camões.
Segundo a mitologia romana, Baco teria sido o conquistador da região. Plutarco, segundo o 12.º livro da Iberica do autor espanhol Sóstenes, diz que: «Depois de Baco ter conquistado a Ibéria, deixou Pã a governar como seu representante, que deu o seu nome à região, chamando-a de Pania, que por corruptela se tornou em Hispânia.»
A palavra grega lyssa significa "fúria frenética" ou "loucura", típicas de Baco/Dioniso. No entanto, estas etimologias parecem ser pouco confiáveis.
Existe também a possibilidade, mais plausível, de que o deus Luso seja resultado da interpretatio romana e que o verdadeiro deus venerado pelos lusitanos seria o deus celta Lug, posteriormente transformado em Luso pelos romanos.

## Em Portugal
Na obra Os Lusíadas de Luís de Camões (impressa em 1572), Luso foi o progenitor da tribo dos lusitanos e o fundador da Lusitânia. Os portugueses do século XVI buscaram olhar para o passado anterior ao domínio mouro e visigodo para encontrar as origens da nacionalidade. Os visigodos também não seriam os antepassados ideais, devido ao arianismo herético que professavam. Assim olhou-se para a mais alta cultura de Império Romano, origem de um catolicismo puro, e para o povo que habitava o território de Portugal antes e durante o domínio deste império.
| “ | 2. Este que vês é Luso, donde a fama O nosso Reino Lusitânia chama. 3. Foi filho e companheiro do Tebano, Que tão diversas partes conquistou; Parece vindo ter ao ninho Hispano Seguindo as armas, que contino usou; Do Douro o Guadiana o campo ufano, Já dito Elísio, tanto o contentou, Que ali quis dar aos já cansados ossos Eterna sepultura, e nome aos nossos. 4. O ramo que lhe vês para divisa, O verde tirso foi de Baco usado; O qual à nossa idade amostra e avisa Que foi seu companheiro e filho amado. | ” |
|   | — Luís de Camões, estrofes 2 a 4 do Canto VIII d'Os Lusíadas. |   |

| “ | 21. […] Esta foi Lusitânia, derivada De Luso, ou Lisa, que de Baco antigo Filhos foram, parece, ou companheiros, E nela então os Íncolas primeiros. | ” |
|   | — Estrofe 21 do Canto III d'Os Lusíadas. |   |